# Фонд Барнса
Фонд Барнса (англ. Barnes Foundation) — художня школа і картинна галерея, що створена за бажанням засновника закладу Альберта Кумса Барнса, де зібрана дивацька за кількістю колекція імпресіоністів, постімпресіоністів і паризьких художників зламу 19-20 ст.

## Про засновника

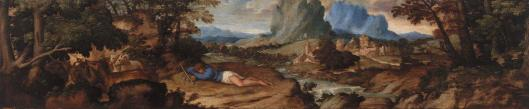
Тиціан (?). «Сон Ендіміона»

Альберт Кумс Барнс походив з бідної родини, що мешкала в бідному кварталі Філадельфії. З ранніх років він відчував себе чужинцем. Марив про американську мрію, мета котрої стати за всяку ціну багатієм. Обрав медичну кар'єру, закінчив Вищу центральну школу, потім медичну школу Пенсільванського університету. Удосконалював освіту в Німеччині, де вивчав фармакологію в Гейдельберзькому університеті. У місті Гейдельберг розробив із помічником-студентом рецептуру антисептичного препарату на основі срібла та пептину (аргірол). Почав торгувати препаратом у великих англомовних містах — у США, Великій Британії, Австралії. Заробив первісний капітал. У доантибіотикову добу препарат набув популярності (бо лікував гонорею) і приніс Барнсу бажане багатство.
Він одружився, але подружжя ніколи не мало дітей. Травмований психологічно Барнс продав власний бізнес 1928 року і зосередився на філантропії і освітніх програмах. Він ніколи не був мистецтвознавцем і не вивчав мистецтво чи педагогіку фахово. Першу партію картин із Парижа йому привіз художник Вільям Глакенс (двадцять картин), з котрим він навчався в молоді роки.
Лише пізніше сам Барнс відвідав Париж і сам почав великими штосами купувати нерозпродані картини імпресіоністів і постімпресіоністів та авангардних митців, ще непрестижних тоді Пікассо, Хайма Сутіна. Особливо його вразили еротичні картини пізнього періоду творчості Огюста Ренуара (створені на потребу ринку), котрі він купував десятками.

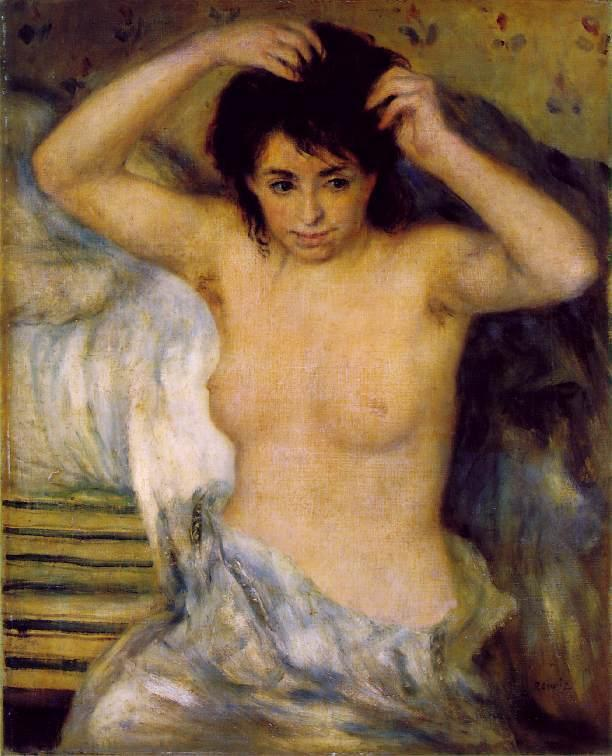
Ренуар. « Оголена », 1875 р.
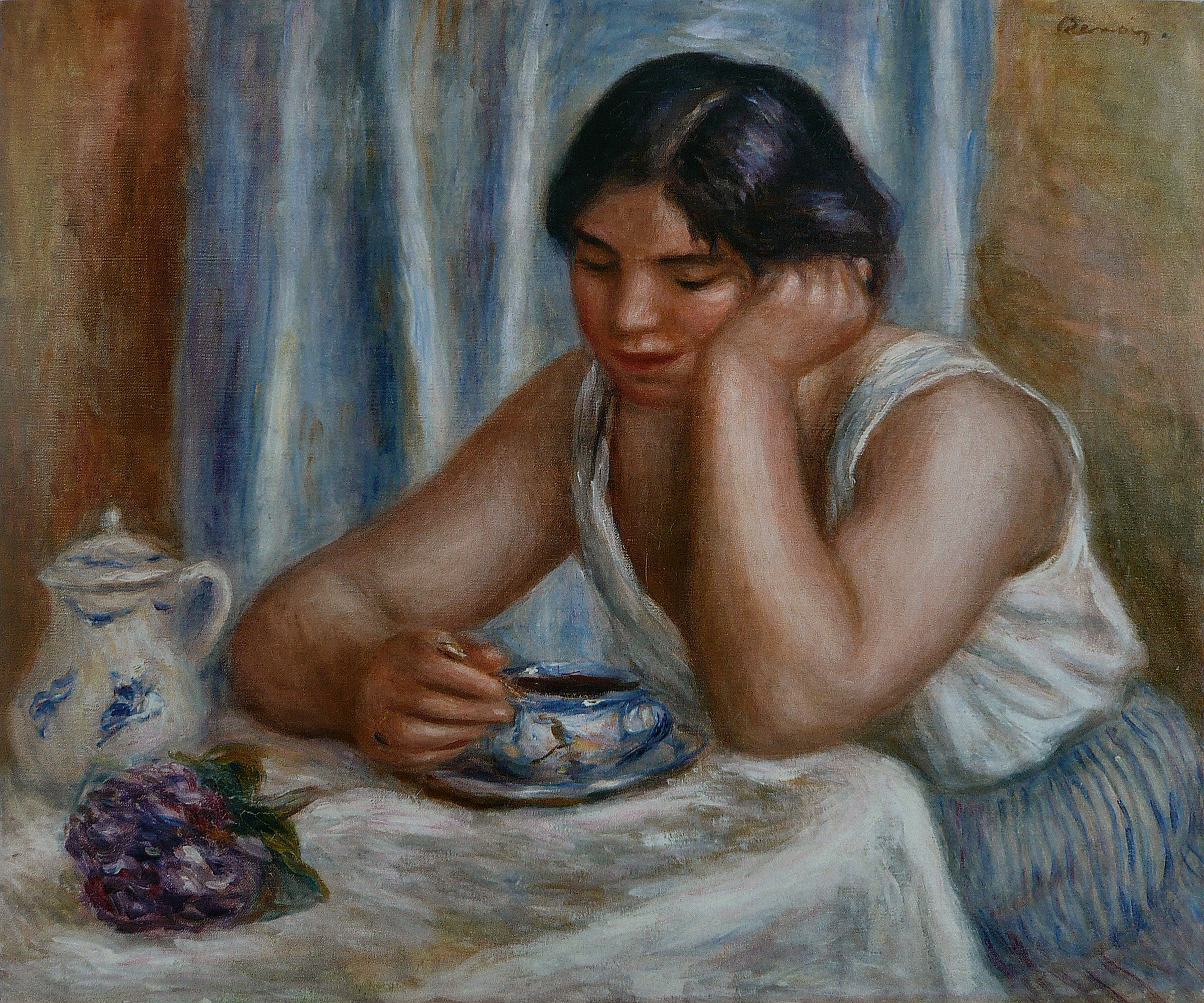
Ренуар. «Шоколад », 1912 р.
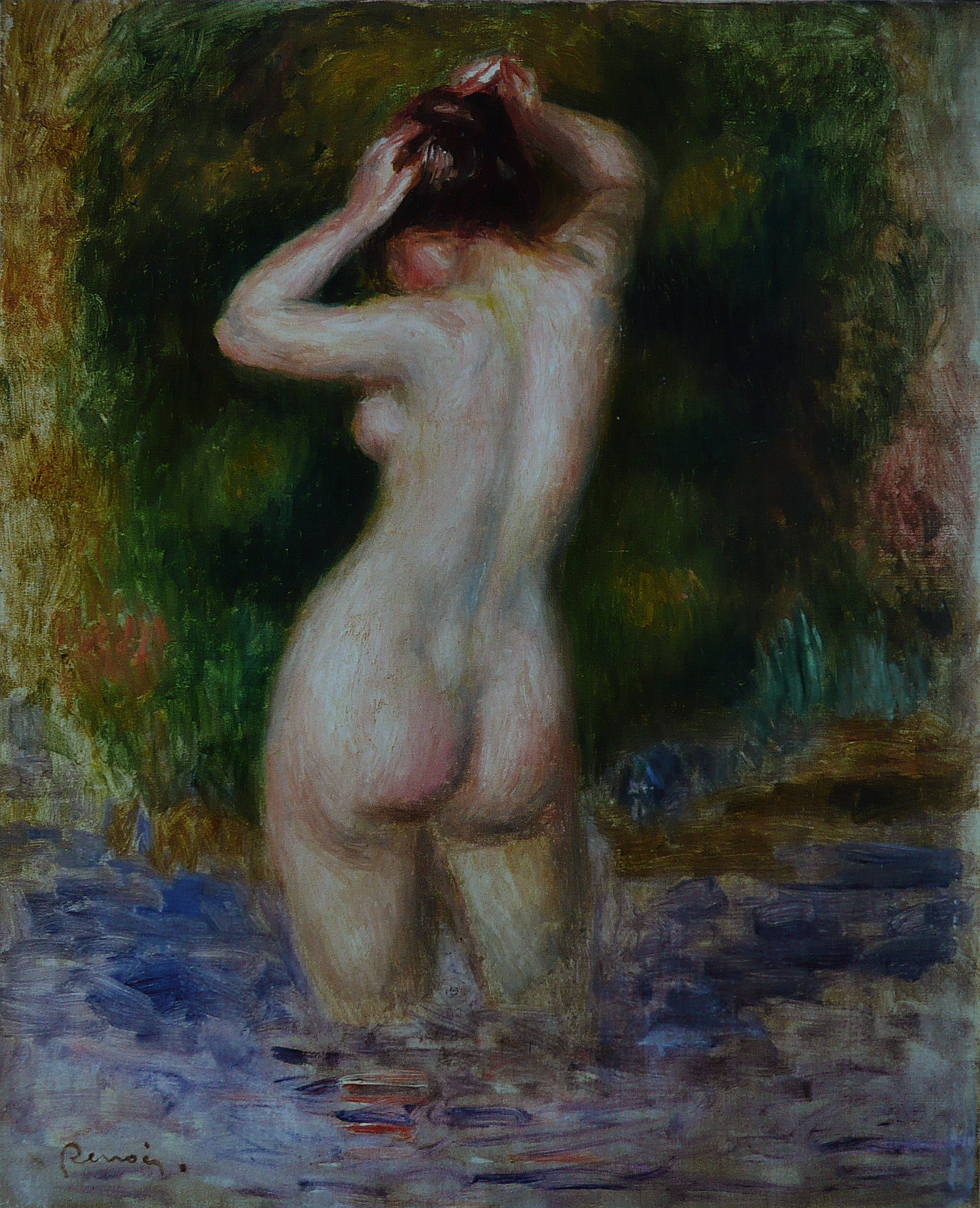
Ренуар. «Оголена зі спини », 1890 р.
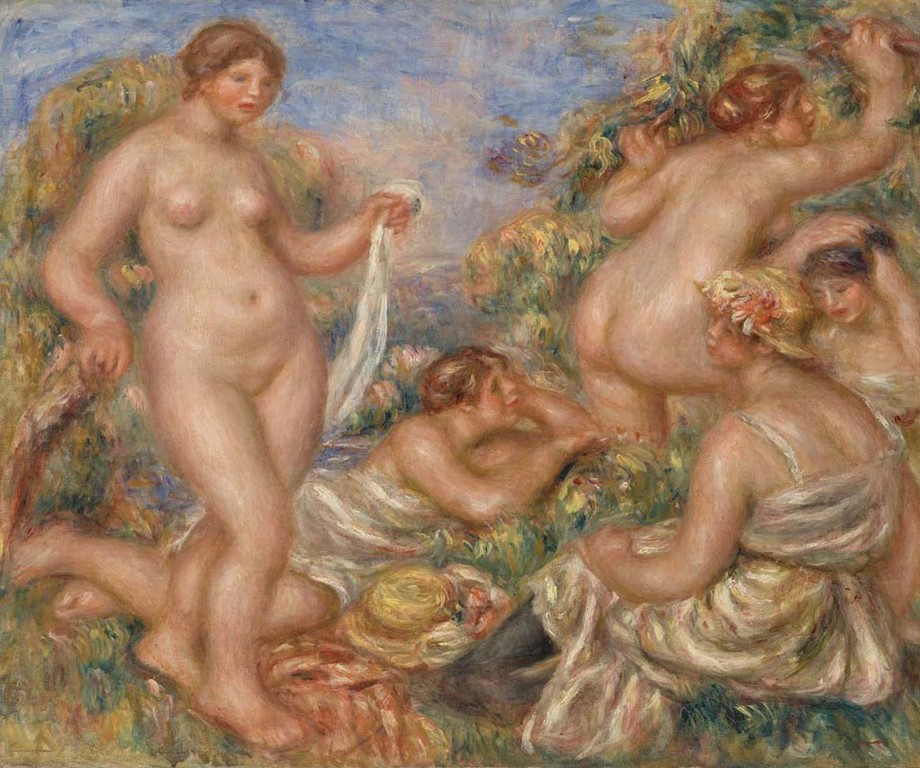
Ренуар. «Купання жінок », 1918 р.

Більшість видатних творів Клода Моне, Поля Гогена, того ж Ренуара давно розійшлася по приватним збіркам багатіїв чи великих музеїв. Альберту Барнсу діставались нерозпродані твори, серед котрих було чимало прохідних картин або мало шедеврів (шедеври — не продають на аукціонах щороку).
Барнс орієнтувався на престижних митців, тому пристрасно скуповував твори тих художників, що вважались тоді рідкісними (Поль Сезанн, провінційний імпресіоніст, Жорж Брак, поміркований і холодний в творчості Анрі Матісс). Барнс наче доводив суспільству власну значущість і надзвичайний престиж власної мистецької збірки. Звідси дивацькі рекордна кількість у нього творів Ренуара (сто сімдесят вісім), Сезанна (шістдесят дев'ять), Матісса (шістдесят) тощо, про що обов'язково і неупинно гомонить американська і європейська реклама. Галерея Барнса викликала здивування після відкриття сумішшю картин і ремісничих та прохідних виробів, авангардно-агресивним характером експозицій, де твори старих майстрів розмістили серед авангардних чи ескізних. В газетах того часу галерея Барнса викликала сміх і осуд не тільки серед критиків і фахівців.
Лише з часом його колекції мистецьки вирівняли, доповнивши творами старих майстрів (Ель Греко, Франс Галс, Босх, Тиціан — одиничними і випадковими роботами), а також творами декоративно-вжиткового мистецтва.

## Картинна галерея

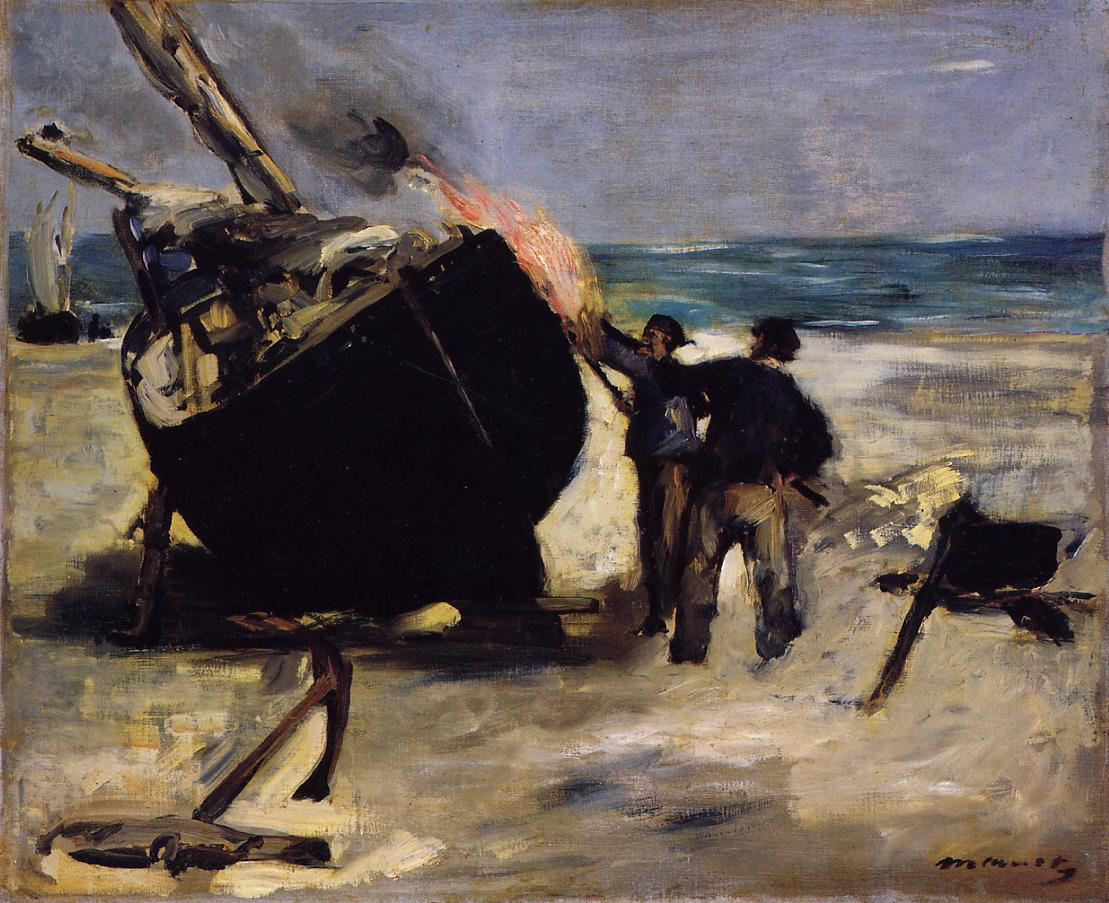
Едуар Мане. «Смолять боки рибальського човна», 1873 р.

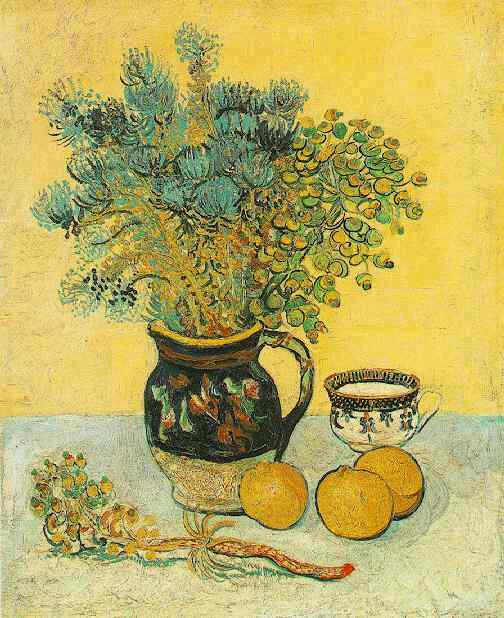
Вінсент ван Гог. «Майоліка і квіти», 1888 р.

Відбиток дивацтва і ексцентричної поведінки Барнса відбився і на створенні картинної галереї та на режимі її праці. Незважаючи на престижність колекції (де були зібрані захвалені імпресіоністи і постімпресіоністи Франції) для американського суспільства, дозвіл на відвідини за життя володаря був надзвичайно обмежений. Картинна галерея Барнса розглядалась як приватна власність засновника за його життя, а не як загальнодоступний художній музей. Лише незначну частину його збірки зробили відкритою для відвідин учнями школи у Меріоні. Прибуття автівками (поширеним засобом транспорту у США) було обмежене, а автобусам заборонено взагалі.
Лише двісті п'ятдесят відвідувачів (250) на тиждень мали право бачити дозволену для оглядин частину збірки. Барнс потрапив у перелік осіб, що приховували колекцію задля несплати податків державі.
Вже в 1990-і рр. Фонд мав значні фінансові проблеми, бо не було грошей на необхідні ремонти приміщень, котрі не ремонтували з 1923 року. Управління фонду було вимушено продати частину картин збірки на аукціоні, аби отримати необхідні кошти. Це звична практика музеїв і картинних галерей США для швидкого отримання коштів (це робили Бруклінський музей у Нью-Йорку чи Пенсільванська академія образотворчих мистецтв, остання продала зайві для збірки твори Едварда Хоппера.)
Заповіт померлого Барнса (на недоторканність колекцій фонда, заборона на кольовий друк репродукцій і фото картин) розглядали в суді. Суд з міркувань фінансової підтримки фонду і популяризації колекції дав дозвіл на турне колекції у містах Париж, Мюнхен, Торонто, Токіо, Вашингтон і в самій Філадельфії. Фонд у Меріоні отримав від турне і продажу каталогів достатньо коштів для ремонту споруд, а колекція була перенесена у парк Бенджаміна Франкліна, де розташований Музей мистецтв Філадельфії, що підвищило відвідуваність і популяризацію збірки з Меріону. Останнє рішення викликало критику і підозри у спробі захопити колекції Барнса.

## Обрані твори

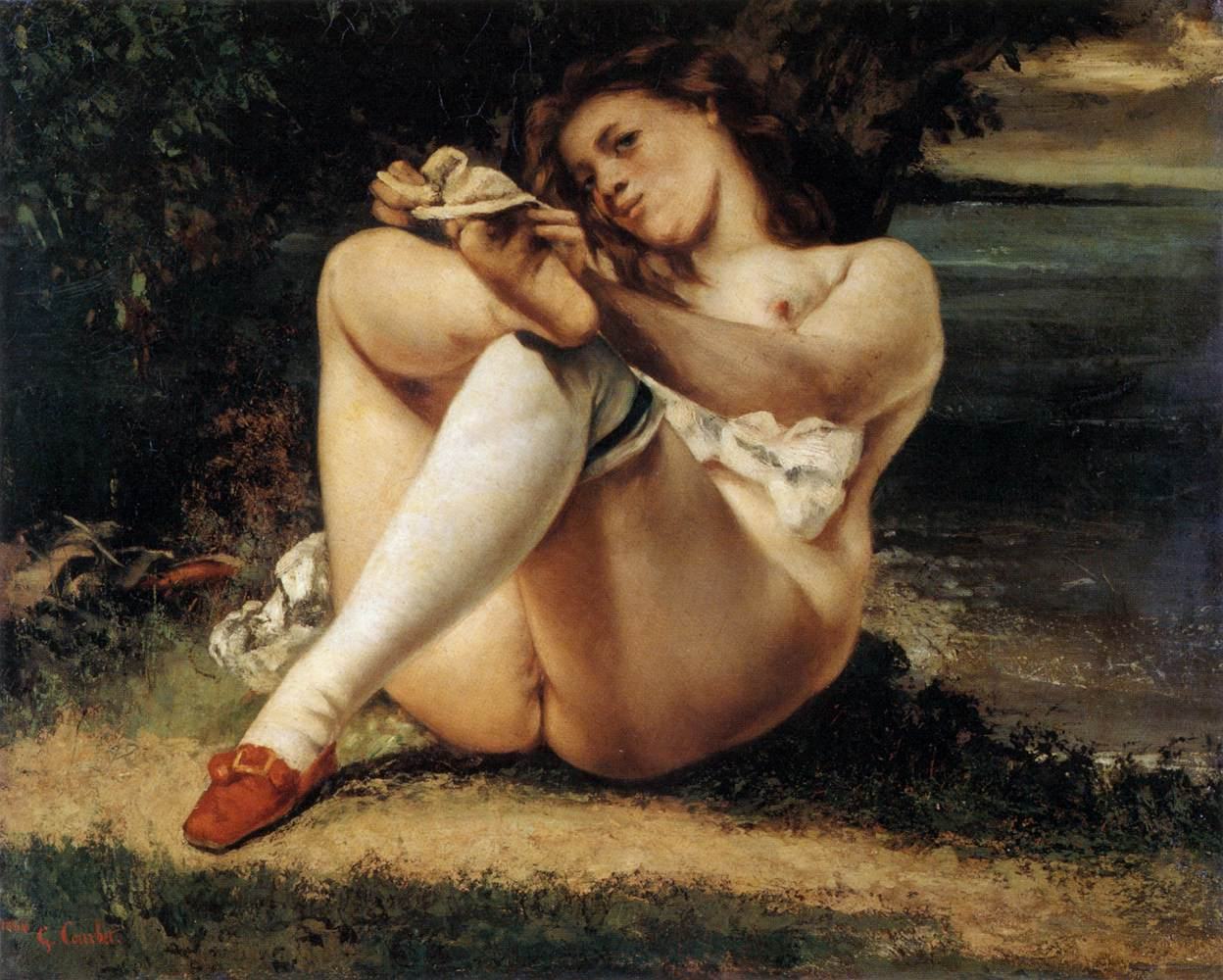
Густав Курбе. «Білі панчохи», бл. 1861 р.

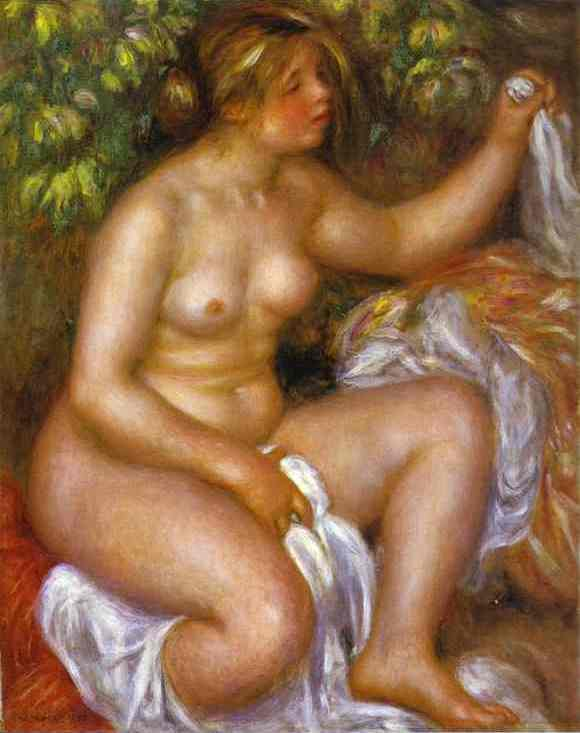
П'єр-Огюст Ренуар. «Купання», 1910 р.
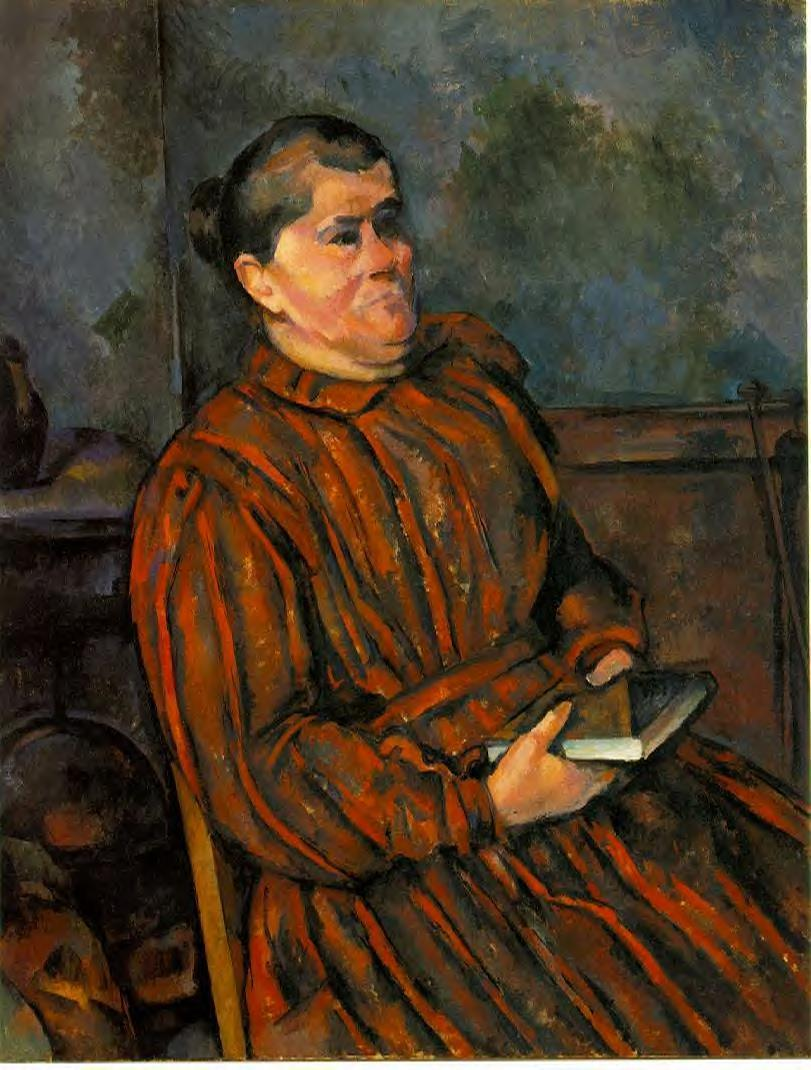
Поль Сезанн. «Портрет невідомої», 1898 р.
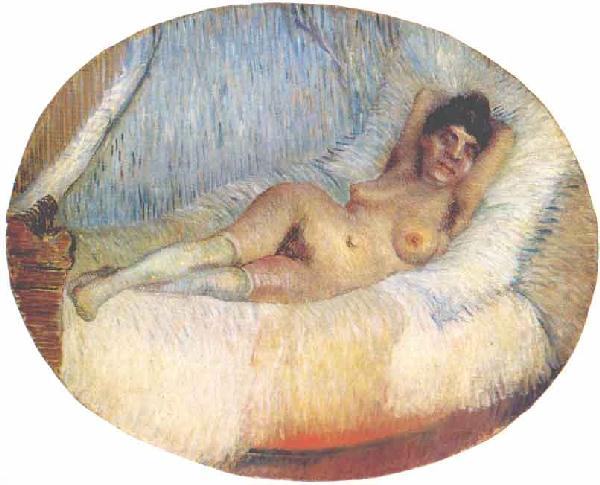
Вінсент ван Гог. «Оголена в ліжку»
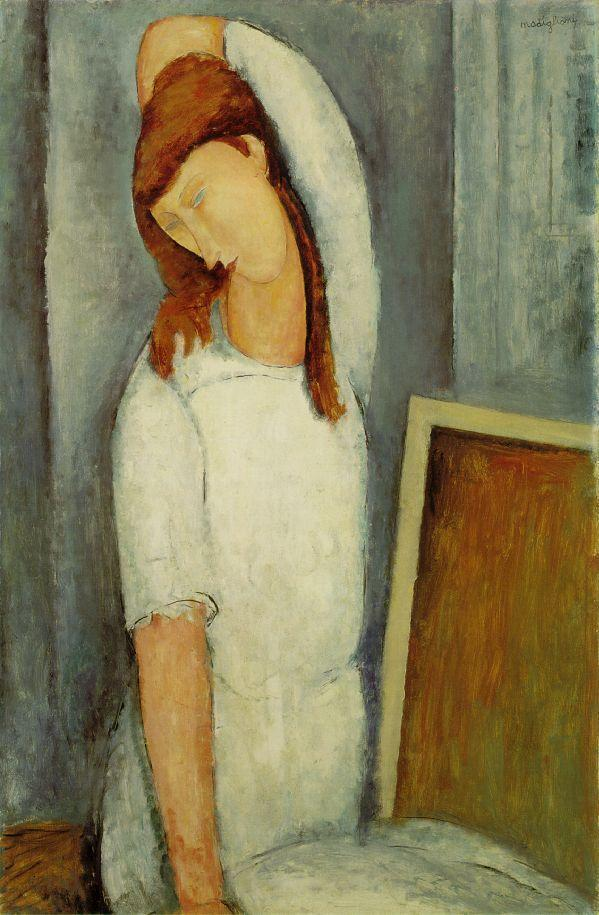
Амедео Модільяні. «Жанна Ебютерн», 1919 р.
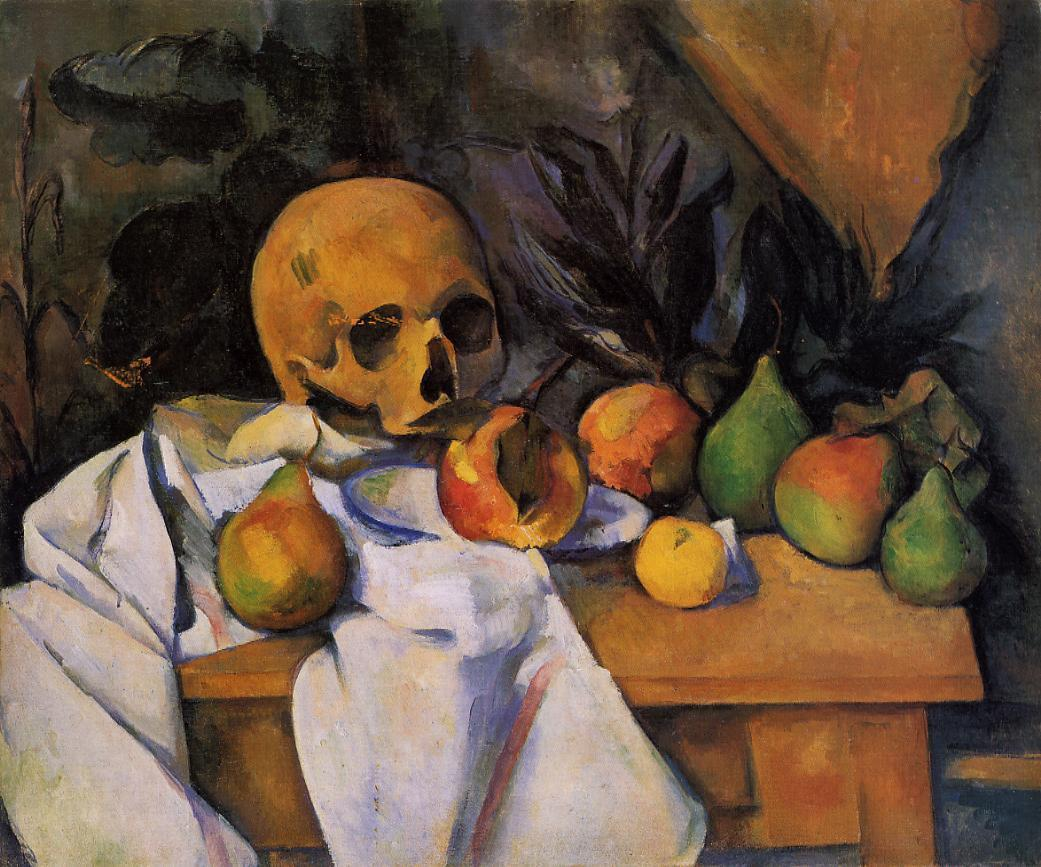
Поль Сезанн. «Натюрморт з черепом», до 1900 р.
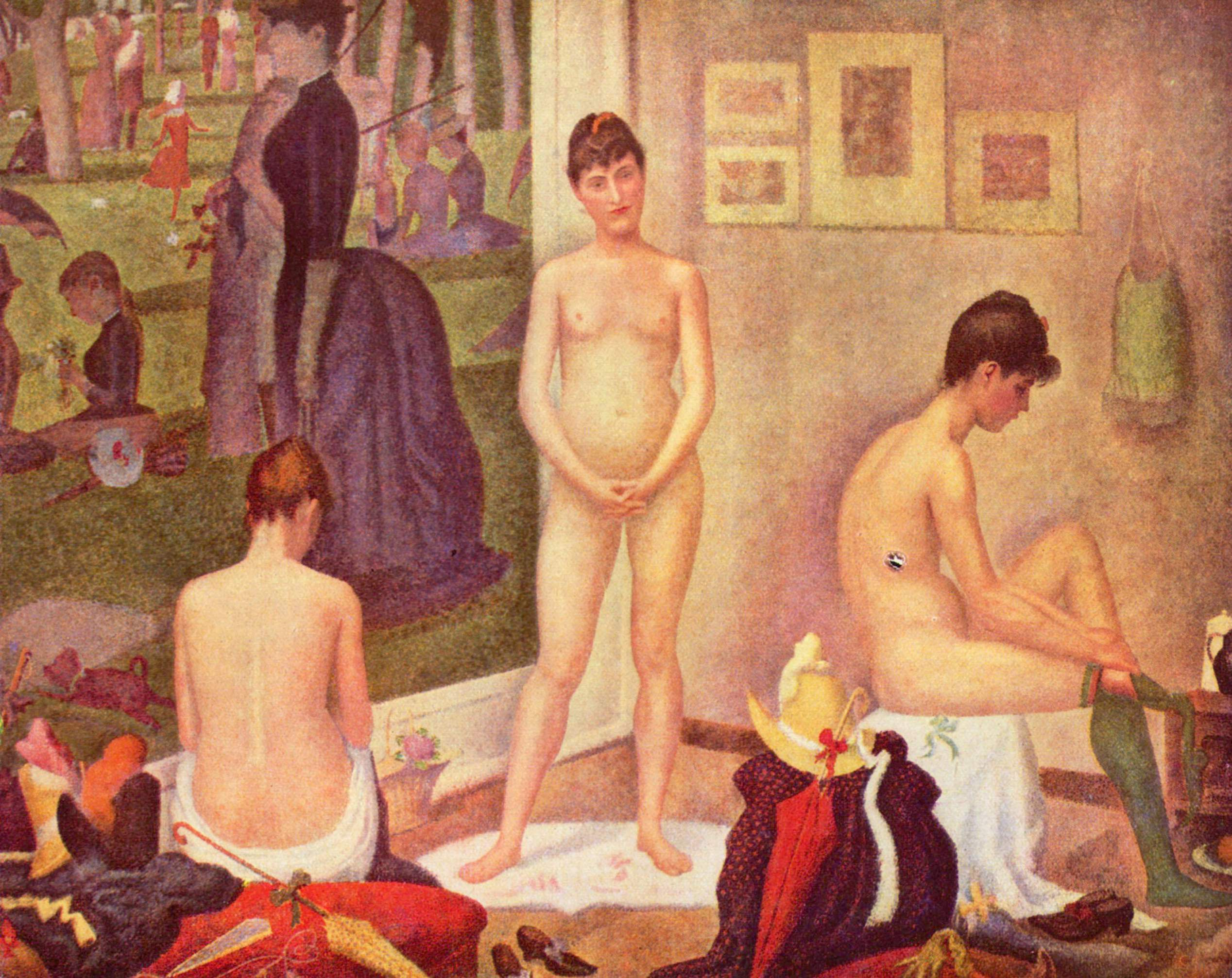
Жорж Сьора. «Оголені натурниці в ательє художника», 1888 р.
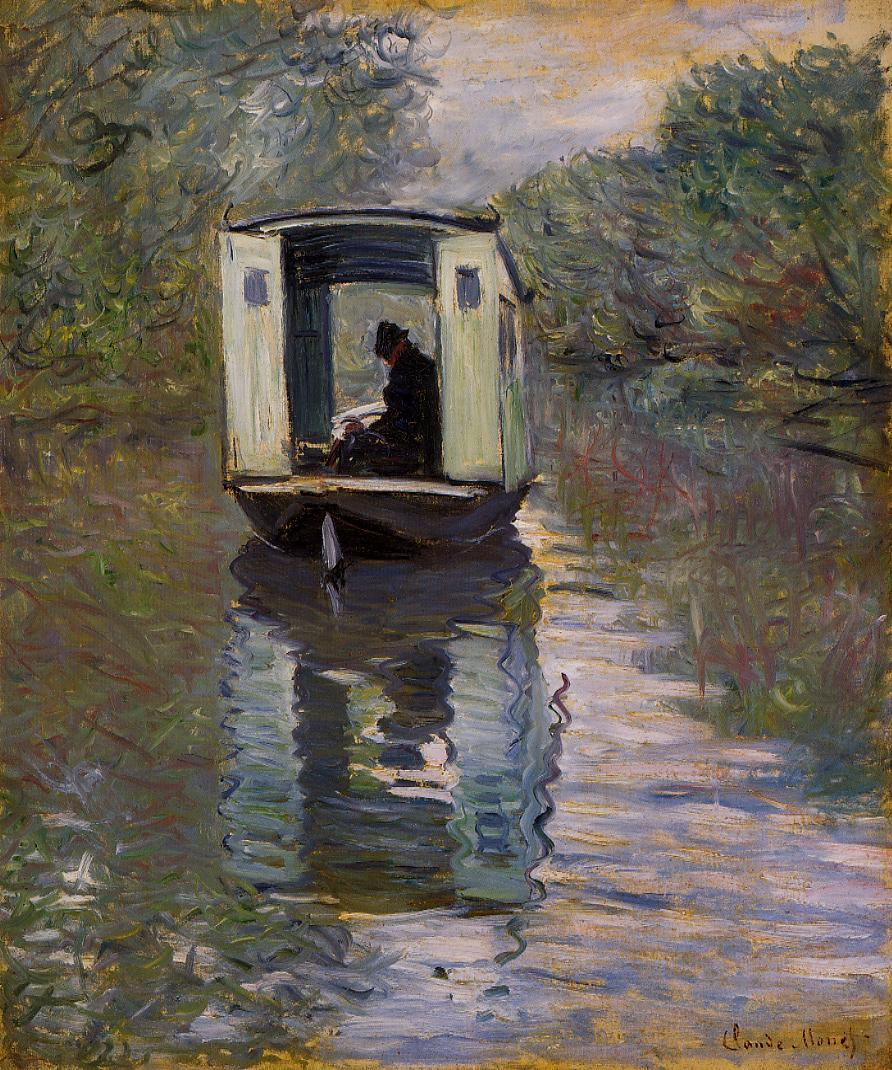
Клод Моне. «Човен-ательє художника», 1876 р.
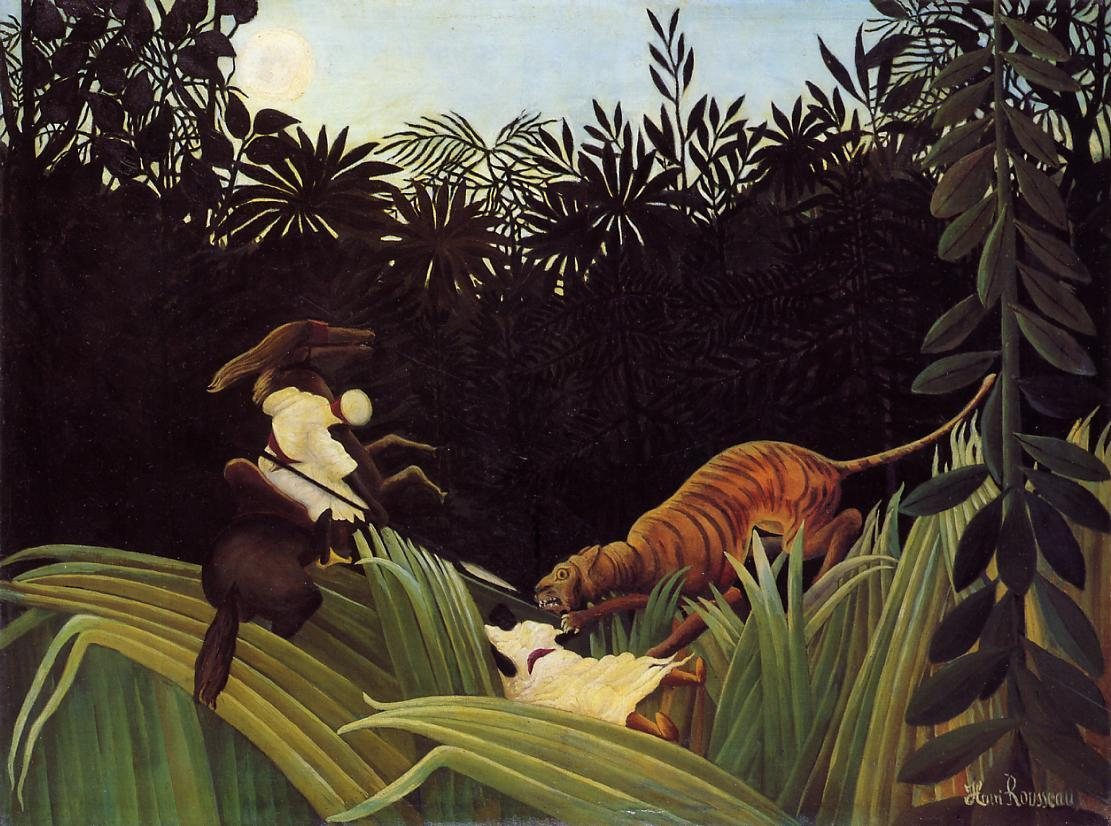
Анр Руссо . «Тигр, що з'їдає вершника-вартового», 1904 р.
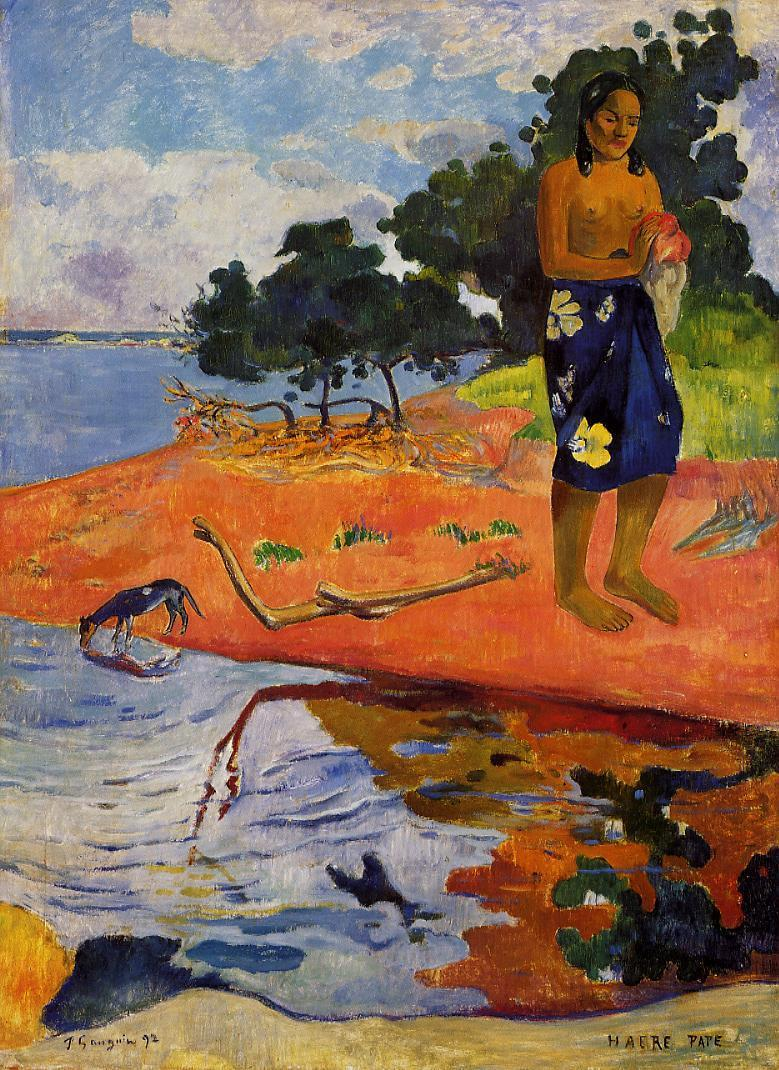
Поль Гоген. «Вранці», 1892 р.